# GSC4701-644
HD 3920 є хімічно пекулярною зорею спектрального класу
A0 й має видиму зоряну величину в смузі V приблизно 10,1.

## Пекулярний хімічний вміст
Зоряна атмосфера HD 3920 має підвищений вміст Eu .